# راشتون، نورث‌همپتون‌شر
راشتون (به انگلیسی: Rushton) یک روستا و محله مدنی در بریتانیا است که در Kettering واقع شده‌است. راشتون ۴۶۱ نفر جمعیت دارد.